# Mugur-Aksy
Mugur-Aksy (ros. Мугур-Аксы) – wieś (ros. село, trb. sieło) w południowo-zachodniej części rosyjskiej autonomicznej republiki Tuwy, nieopodal masywu Mongun-Tajga.
Miejscowość jest ośrodkiem administracyjnym kożuunu (rejonu) mongun-tajgiński.